# Societat Coral El Micalet
La Societat Coral el Micalet, hereva de l'Orfeó Valencià, fundat l'any 1893 sota la protecció musical del compositor Salvador Giner i Vidal, té els reconeixements de centre no estatal d'ensenyament musical (1975) i d'entitat d'utilitat pública.
Inclou un institut musical, una orquestra simfònica composta per joves músics en edats compreses entre els 15 i els 30 (la Jove Orquestra Salvador Giner), una escola de dansa, diverses corals, aules de teatre (Teatre Micalet), una rondalla, un grup de danses tradicionals i un grup de teatre. Disposa d'una extensa biblioteca de tema musical i folklòric (més de 2.000 volums), un arxiu musical amb molts manuscrits de Giner, un teatre i una sala d'exposicions. Convoca anualment premis de teatre, investigació filològica i narrativa juvenil, entre d'altres. A la seua activitat de difusió cultural, afig el compromís de promoció de la llengua i cultura catalanes, amb activitats com ara l'organització de viatges a l'Alguer i al Rosselló. Anualment lliura el premi Miquelet d'Honor, tant en categoria individual com col·lectiva, amb el qual es distingeix aquelles persones amb «una trajectòria de compromís cívic i defensa de la cultura i la llengua del País Valencià».